# Xanthodesma
Xanthodesma là một chi bướm đêm thuộc họ Erebidae.